# Пикер, Брайан
Бра́йан Ро́нальд Пи́кер (англ. Brian Ronald Peaker; род. 26 мая 1959, Лондон, Онтарио) — канадский гребец, выступавший за сборную Канады по академической гребле в период 1985—1996 годов. Серебряный призёр летних Олимпийских игр в Атланте, чемпион мира, победитель и призёр регат национального значения.

## Биография
Брайан Пикер родился 26 мая 1959 года в городе Лондон провинции Онтарио, Канада.
Дебютировал на взрослом международном уровне в сезоне 1985 года, когда вошёл в основной состав канадской национальной сборной и выступил на чемпионате мира в Хазевинкеле, где в зачёте распашных безрульных четвёрок лёгкого веса финишировал пятым.
В 1986 году в лёгких безрульных четвёрках выиграл бронзовую медаль на Играх Содружества в Эдинбурге и закрыл десятку сильнейших на мировом первенстве в Ноттингеме.
После некоторого перерыва в 1992 году Пикер вернулся в состав гребной команды Канады и продолжил принимать участие в крупнейших международных регатах. Так, он стартовал на домашнем чемпионате мира в Монреале, где в зачёте лёгких восьмёрок стал четвёртым.
В 1993 году в лёгких восьмёрках одержал победу на мировом первенстве в Рачице.
На чемпионате мира 1994 года в Индианаполисе был восьмым в лёгких парных двойках.
В 1995 году на мировом первенстве в Тампере показал четвёртый результат в лёгких безрульных четвёрках.
Благодаря череде удачных выступлений удостоился права защищать честь страны на летних Олимпийских играх 1996 года в Атланте. В программе четвёрок лёгкого веса без рулевого в решающем заезде пришёл к финишу вторым, уступив около половины секунды команде из Дании, и тем самым завоевал серебряную олимпийскую медаль. Вскоре по окончании этой Олимпиады из-за накопившихся травм принял решение завершить карьеру профессионального спортсмена и перешёл на тренерскую работу.
Впоследствии неоднократно принимал участие в любительских мастерских соревнованиях по академической гребле.